# 藤江精二
藤江 精二（ふじえ せいじ、1941年6月15日 - ）は、日本の元バスケットボール選手。

## 人物
三井生命で選手として活躍。
全日本としても東京オリンピックに出場し、1965年アジア選手権で金メダルを獲得。

## 日本代表歴
- 1964年東京五輪
- 1965年アジア選手権